# Trembleya hatschbachii
Trembleya hatschbachii är en tvåhjärtbladig växtart som beskrevs av John Julius Wurdack och E.Martins. Trembleya hatschbachii ingår i släktet Trembleya och familjen Melastomataceae. Inga underarter finns listade i Catalogue of Life.